# Palazzo dei Banchi
Il palazzo dei Banchi, conosciuto anche come Portico del Pavaglione (Pavajån in dialetto bolognese), è un palazzo di Bologna del XV-XVI secolo, situato in Piazza Maggiore.

## Storia

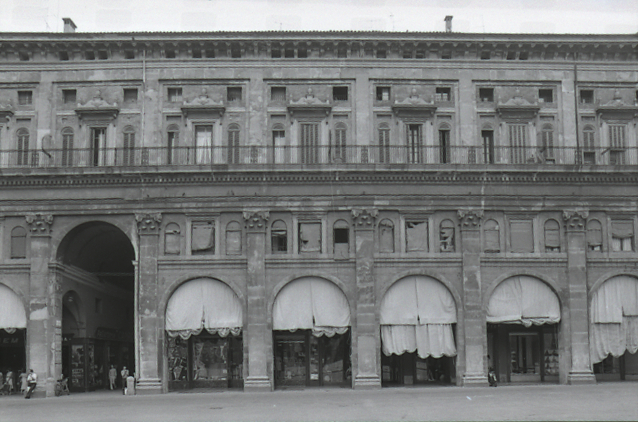
Particolare della facciata. Foto di Paolo Monti, 1979.

Si tratta dell'ultimo edificio costruito in Piazza Maggiore. Tra il 1565 e il 1568 fu progettata la facciata su disegno di Jacopo Barozzi detto il Vignola, con lo scopo di dare alla piazza maggior uniformità dato che il prospetto era formato da aggregati di edifici medievali. L'effetto di magnificenza doveva coprire le retrostanti vie del mercato.
Il 27 giugno 1449 la Camera (di Commercio) decretò che il Pavaglione si svolgesse in perpetuo in una delle case della “Fabbrica di San Petronio” (organizzazione che si occupava della costruzione e delle manutenzione dell’edificio) poste sul retro della chiesa. Nel 1563 Pio IV fece demolire alcune di queste case per ricavare una piazza atta allo svolgimento del Pavaglione ed il 20 novembre ordinò che si prelevassero ogni anno 150 scudi d’oro dai proventi di giustizia da utilizzare come indennizzo alla “Fabbrica” stessa.

### Origine del nome
Il palazzo trae il suo nome dai banchi che durante i secoli XV e XVI esercitavano l'arte cambiaria. Il termine Pavaglione (in dialetto Pavajån) invece si ricollega alla fiera dei bachi da seta che si teneva inizialmente in una costruzione di legno temporanea.

## Descrizione
Il palazzo si trova sul lato est di Piazza Maggiore, a lato della Basilica di San Petronio. Si trova alle spalle del Quadrilatero, ovvero l'area del mercato.